# Зависност
Зависност или адикција је подложност некој штетној навици, најчешће, психофизичка зависност од дрога (укључујући легалне лекове, никотин, кофеин и алкохол). У последњих пар деценија, од појаве интернета, спомиње се и могућност постојања зависности од интернета. Класификације укључују више врста зависности, попут физиолошке, психолошке, бихевиоралне и конзумптивне. Све врсте имају сличан ток, дијагнозу, прогнозу и процедуру третмана.
Зависност је мождани поремећај карактерисан компулсивним ангажовањем ради реализације стимулуса награђивања, уз игнорисање штетних последица. Упркос учешћа бројних психосоциолошких фактора, биолошки процес – онај који је индукован репетитивним излагањем
адиктивном стимулусу – је сржна патологија која подстиче развој и одржавање зависности. Два својства која карактеришу све адиктивне стимулусе су поткрепљење (i.e., они повећавају вероватноћу да ће особа тражити поновљено излагање њима) и интринзично награђивање (i.e., они се спознају као инхерентно позитивни, пожељни и угодни).
Зависност је поремећај можданог система награђивања који настаје путем транскрипционих и епигенетичких механизама и јавља се током времена услед хронично високих нивоа излагања адиктивном стимулусу (нпр., морфину, кокаину, сексуалном односу, коцкању, итд.). ΔFosB, ген транскрипционог фактора, је критична компонента и чест фактор у развоју виртуално свих форми бихевиоралне адикције и наркоманије. Током две деценије истраживања улоге ΔFosB у адикцији је показано да она настаје, и да се повезано компулсивно понашање интензивира или умањује, заједно са прекомерним изражавањем ΔFosB гена у D1-типу  неурона нуклеус акумбенса. Због узрочног односа између ΔFosB изражавања и адикција, то се користи као преклинички биомаркер адикције.  изражавање у тим неуронима директно и позитивно регулише самодозирање дроге и сензибилизацију награђивања путем позитивног појачавања, уз умањивање сензитивности на аверзију.
Две групе истраживача су објасниле како адикција производи „запањујуће високе финансијске и људске трошкове” код особа и друштва као целине путем директних непожељних дејстава дрога, везаних здравствених трошкова, дугорочних компликација (нпр., рак плућа услед пушења дувана, цироза јетре услед конзумирања алкохола, или мет уста услед интравенозног уноса метамфетамина), функционалних последица услед измењене неуропластичности мозга, и консеквентног губитка продуктивности. Класичне ознаке зависности обухватају умањену контролу над супстанцама или понашањем, преокупацију супстанцом или понашањем и континуирану употребу упркос последица. Навике и обрасци везани за зависност обично се карактеришу непосредним задовољавањем (краткорочна награда), заједно са одложеним штетним ефектима (дугорочним трошковима).
Примери наркоманије и бихевиоралних адикција су: алкохолизам, амфетаминска адикција, кокаинска адикција, никотинска адикција, опијатна адикција, адикција на храну, коцкарска адикција, и сексуална адикција. Једина бихевиорална адикција препозната у DSM-5 је коцкарска адикција. Термин адикција се често неисправно користи за означавање других компулзивних понашања или поремећаја. Важна разлика између адикције на дрогу и токсикоманије јесте да токсикоманија представља поремећај у коме прекид употребе дрога резултира непријатним стањем повлачења, што може довести до даље употребе дрога. Адикција је компулсивна употреба супстанце или испољавање понашања које је независно од повлачења.

## Неуропсихологија
Когнитивна контрола и контрола стимулуса, која је повезана са оперантом и класичним кондиционирањем, представља супротне процесе (тј., унутрашњи vs спољашњи или еколошки) који се надмећу за контролу над изазваним понашањима особе. Когнитивна контрола, а посебно инхибиторна контрола над понашањем, је умањена код адикције и хиперкинетичког поремећаја. Стимулусом подстакнути бихевиорални респонси (тј., стимулусна контрола) који су асоцирани са датим наградним подстицајем имају тенденцију домирања понашања особе подложне адикцији.

## Бихевиорална зависност
Термин бихевиорална зависност се односи на компулзију узимања учешћа у бихевиоралном награђивању – што је понашање које је инхерентно награђујуће (тј., пожељно или привлачно) – упркос штетним последицама. Преклиничком евиденцијом је демонстрирано да знатно повећано изражавање ΔФосБ гена услед репетитивног и прекомерног излагања природном награђивању индукује исте бихевиоралне ефекте и неуропластичност као што се јавља и код адикције на дрогу.
Прегледом клиничких истраживања код људи и преклиничких студија у којима ΔFosB узима учешћа је идентификована компулзивна сексуална активност – специфично, било која форма сексуалног односа – као адикција (тј., сексуална адикција). Поврх тога, унакрсна сензибилизација награђивања између амфетамина и сексуалне активности, својство у коме са излагањем долази до повећавања жеље за оба стимулуса, је показана да се јавља преклинички и клинички као допамински дисрегулациони синдром; ΔFosB експресија је неопходна за испољавање ефекта унакрсне сензибилизације, који се интензивира са повећањем нивоа ΔFosB изражавања.
Прегледи преклиничких истраживања индицирају да дугорочна фреквентна и прекомерна конзумација хране са високим садржајем масти и шећера може да доведе до адикције (адикција на храну).
Коцкање је вид природног награђивања који је асоциран са компулзивним понашањем и за који су клинички дијагностички приручници, попут DSM-5, идентификовали дијагностичке критеријуме за „адикцију”. Постоји евиденција изведена из функционалног неуроимиџинга да коцкање активира систем награђивања, а посебно Мезолимбични пут. Слично томе, шопинг и играње видео-игара су повезани са компулзивним понашањима код људи, а такође је показано да активирају мезолимбички пут и друге делове система награђивања. На бази ове евиденције, коцкарска адикција, зависност од видео игара и куповинска адикција се сходно класификују.

## Фактори ризика
Постоји опсег генетичких и еколошких фактора ризика за развијање зависности који варирају унутар популације. Приближно половина ризика особе од развоја зависности произилази из њене генетичке конституције, док се друга половина изводи из окружења. Међутим, чак и код индивидуа са релативно ниском генетичком предиспозицијом, излагање довољно високим дозама адиктивне дроге током дугог временског периода (нпр. недеља – месеци) може да доведе до адикције. Другим речима, свако може да постане зависан под одговарајућим околностима.

### Генетички фактори
Дуго је познато да генетски фактори заједно са факторима животне средине (нпр. психосоцијалним) значајно доприносе подложности на зависност. На бази епидемиолошких студија се процењује да генетички фактори сачињавају 40–60% фактора ризика за алкохолизам. Сличне стопе утицаја наследних фактора су уочене и за друге типове зависности у кореспондирајућим студијама. Нестлер је претпоставио 1964. године да ген или група гена могу да допринесу предиспозицији за развој зависности на неколико начина. На пример, измењени нивои нормалног протеина услед фактора животне средине могли би да промене структуру или функционисање специфичних можданих неурона током развоја. Ови измењени мождани неурони могу да промене подложност појединца на иницијална искуства у коришћењу дроге. У подршци ове хипотезе, студије на животињама су показале да фактори животне средине као што је стрес могу утицати на генотип животиње.
Свеукупно, подаци који имплицирају одређене гене у развоју зависности од дрога су контрадикторни за већину гена. Један од могућих разлога за то је да је фокус тренутног истраживања на заједничким варијантама. Многе студије зависности имају фокус на заједничким варијантама са фреквенцијом алела већом од 5% у општој популацији; међутим, када су повежу са болестима, те варијанте су карактерисане само малом количином додатног ризика са односом вероватноћа од 1,1-1,3 процената. С друге стране, хипотеза ретке варијанте тврди да гени са ниским фреквенцијама у популацији (<1%) носе много већи додатни ризик од развоја болести.
Изучавање геномских асоцијација (енгл. Genome-wide association study - GWAS) се користи у проучавању генетичких веза са зависношћу и коришћењем друга. Те студије примењују непристрасан приступ проналажењу генетичких повезаности са специфичним фенотипима и дају једнаку тежину свим регионима ДНК, укључујући и оне без претпостављеног односа са метаболизмом или респонсом на дроге. Ове студије ретко идентификују гене за протеине који су раније описани путем животињских нокаут модела и анализе генских кандидата. Уместо тога, најчешће се идентификује велики проценат гена укључених у процесе као што је ћелијска адхезија. Ово не значи да су претходни налази или закључци GWAS иницијативе погрешни. Важни ефекти ендофенотипова се типично не могу уочити путем тих метода. Поред тога, могуће је да гени идентификовани у оквиру GWAS истраживања зависности учествују у можданом прилагођавању пре и након излагања дроги, или током оба периода.
Студија која наглашава значајну улогу генетике у зависности је истраживање близанаца. Близанци имају сличну и понекад идентичну генетику. Анализирање њихових гена помогло је генетичарима да утврде величину улоге гена у зависности. Истраживања која су обављена на близанцима показала су да ретко само један близанац има зависност. У већини случајева где је бар један близанац био подложан зависности, оба су имала проблем, и често у погледу зависности од исте супстанце. Унакрсна зависност се јавља кад особа која већ има вид предиспониране зависности развије зависност од нечега другог. Ако један члан породице има историју зависности, шансе да ће сродници или чланови блиске породице развити исте навике су много веће него код оних који нису били упознати са зависношћу у младости. Према налазу недавног истраживања које је спроведено посредством Националног института за истраживања злоупотребе дроге, од 2002. до 2017. године, смртни исходи услед предозирања скоро су утростручени међу мушкарцима и женама. Године 2017. у Сједињеним Државама се било 72.306 смртних случајева услед предозирања.

### Узраст
Адолесценција представља период јединствене рањивости за развој зависности. Не само да су адолесценти склонији да иницирају и одржавају употребу дрога, него и када постану зависни, они су отпорнији на лечење и подложнији су релапсу. Статистичари су показали да су они који почну да конзумирају алкохол у млађем добу склонији да постану зависни од њега касније у животу. Око 33% популације конзумира алкохол први пут у узрасту између 15 и 17, док је 18% изложено пре тог узраста. Што се тиче злоупотребе алкохола или зависности, заступљеност је висока међу онима који су прво конзумирали алкохол пре него што су имали 12 година, а затим опада након тога. На пример, 16% алкохоличара је почело са конзумацијом пре дванаесте године живота, док само 9% је први пут конзумирало алкохол при узрасту између 15 и 17. Овај проценат је још нижи, 2,6%, за оне који су почели са навиком након своје 21. године.